# شهدطوطیک نوک‌زرد
شهدطوطیک نوک‌زرد (به انگلیسی: Neopsittacus musschenbroekii) گونه‌ای از طوطی خانواده طوطیان سبز است که در گینه نو یافت می‌شود. زیستگاه طبیعی آن جنگل‌های کوهستانی مرطوب نیمه‌گرمسیری یا گرمسیری است.
شهدطوطیک نوک‌زرد دارای پرهای سبز با سینه قرمز و نوک زرد روشن است.